# Tell Jemmeh

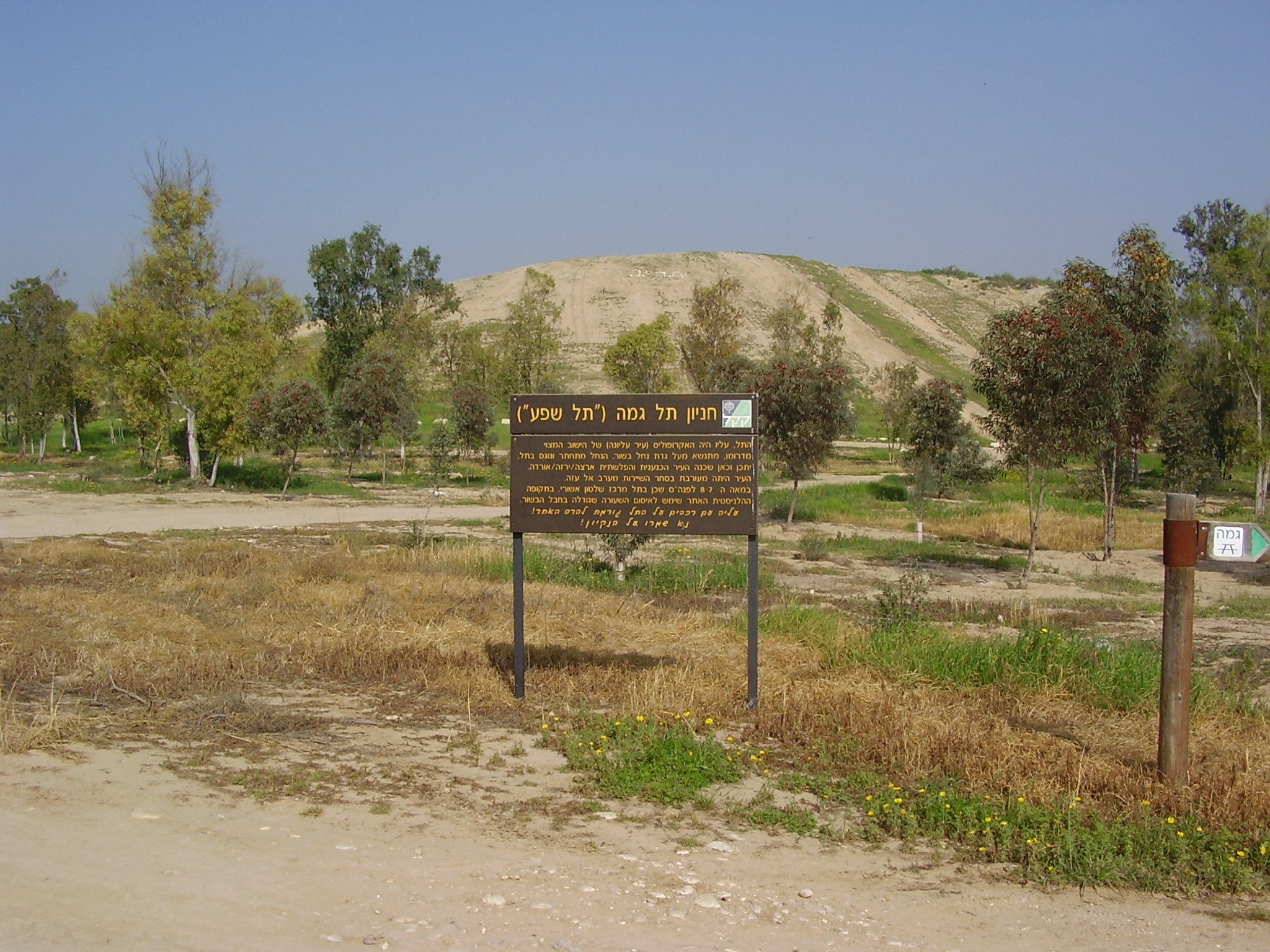
Tell Jemmeh

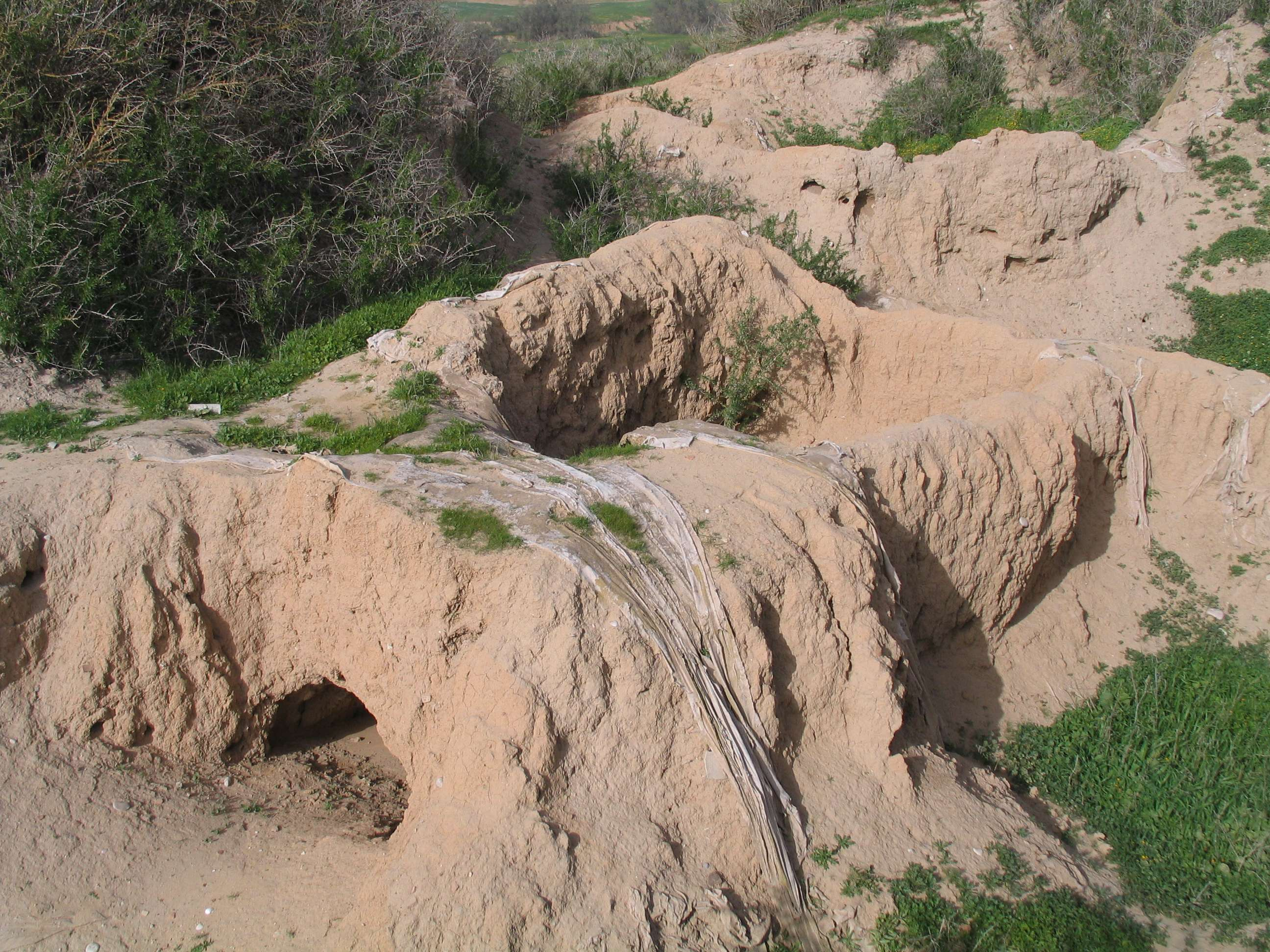
Lehmziegelmauerwerk mit Gewölbestruktur

Tell Jemmeh (hebräisch תֵּל גַּמָּה Tel Gammah, arabisch تل جمة Tall Ǧammah) ist eine archäologische Fundstelle in der Nähe von Reʿim, Israel. Der Tell liegt am Fluss Besor, 10 km südlich von Gaza. Der Besor ist vielleicht mit dem „Bach Ägyptens“ der Bibel und bei assyrischen Inschriften mit Nahal Mušur gleichzusetzen.
Der Name des Platzes wechselte von Yurza in der späten Bronzezeit (Zuschreibung umstritten), zu Arza unter den Assyrern zum heutigen Namen. William Flinders Petrie, der als erster Ausgräber den Tell in den Jahren 1927–28 erforschte, hielt ihn fälschlich für den Ort des biblischen Gerar. Ausführliche Grabungen führte die Smithsonian Institution unter der Leitung von Gus W. van Beek von 1970 bis 1990 durch. Die Publikation wurde nach seinem Tod (2012) durch den israelischen Archäologen David Ben-Shlomo im Jahr 2014 abgeschlossen.
Der Tell war für mindestens 1400 Jahre kontinuierlich besiedelt: während der Mittleren und Späten Bronzezeit (ca. 1800–1200 v. Chr.), der Eisenzeit (1200–520) und der Perserzeit (520–340 v. Chr.). Aus der Spätbronzezeit wurde ein reich ausgestattetes Hofhaus ausgegraben, aus der Eisenzeit ein gut erhaltener Töpferofen und ein vollständiger Getreidespeicher aus der Perserzeit.